# Hanácký župní přebor 1991/1992
V soubojích 1. ročníku Hanáckého župního přeboru 1991/92 (jedna ze skupin 5. fotbalové ligy) se utkalo 14 týmů každý s každým dvoukolovým systémem podzim–jaro. Tento ročník začal v srpnu 1991 a skončil v květnu 1992.

## Nové týmy v sezoně 1991/92
- Z Divize D 1990/91 nesestoupilo do Hanáckého župního přeboru žádné mužstvo.
- Ze Severomoravského krajského přeboru 1990/91 přešla, nebo ze skupin I. A třídy Severomoravského kraje 1990/91 postoupila všechna mužstva s výjimkou Slovanu Moravská Třebová, který přešel z Východočeského krajského přeboru 1990/91.[1]

## Konečná tabulka
Zdroj: 
| Poř. | Tým                          | Z  | V  | R  | P  | VG | OG | B  |
| ---- | ---------------------------- | -- | -- | -- | -- | -- | -- | -- |
| 1.   | TJ Tatran Litovel            | 26 | 15 | 8  | 3  | 46 | 19 | 38 |
| 2.   | TJ Olomouc-Holice            | 26 | 14 | 6  | 6  | 44 | 30 | 34 |
| 3.   | VTJ Hranice                  | 26 | 13 | 6  | 7  | 57 | 31 | 32 |
| 4.   | TJ Agrostroj Prostějov       | 26 | 13 | 6  | 7  | 46 | 36 | 32 |
| 5.   | FK ARTEP Město Albrechtice   | 26 | 10 | 7  | 9  | 32 | 25 | 27 |
| 6.   | TJ Tatran Moravičany         | 26 | 9  | 8  | 9  | 36 | 34 | 26 |
| 7.   | TJ ČSAO Zábřeh               | 26 | 7  | 11 | 8  | 30 | 29 | 25 |
| 8.   | FK Mohelnice                 | 26 | 9  | 6  | 11 | 35 | 38 | 24 |
| 9.   | SK Bělkovice-Lašťany         | 26 | 8  | 7  | 11 | 34 | 44 | 23 |
| 10.  | TJ Jeseník                   | 26 | 10 | 3  | 13 | 46 | 46 | 23 |
| 11.  | TJ Lokomotiva-Pramet Šumperk | 26 | 10 | 3  | 13 | 29 | 44 | 23 |
| 12.  | AFK Chropyně                 | 26 | 9  | 4  | 13 | 40 | 54 | 22 |
| 13.  | TJ Moravia Hlubočky          | 26 | 8  | 5  | 13 | 30 | 49 | 21 |
| 14.  | TJ Slovan Moravská Třebová   | 26 | 4  | 6  | 16 | 21 | 47 | 14 |

Poznámky:
- Z = Odehrané zápasy; V = Vítězství; R = Remízy; P = Prohry; VG = Vstřelené góly; OG = Obdržené góly; B = Body; (S) = Mužstvo sestoupivší z vyšší soutěže; (N) = Mužstvo postoupivší z nižší soutěže (nováček)

|  | Postup do Divize E 1992/93                        |
|  | Sestup do I. A třídy Hanácké župy – sk. A 1992/93 |